# George Bruns
George Bruns, född 4 juli 1914, död 23 maj 1983, var en amerikansk kompositör och multimusiker, vars huvudinstrument var trombon och tuba. 
Bruns medverkade i flertal jazzband innan han 1954 blev musikalisk ledare för Walt Disney Studios. Året därpå fick han en stor hit med The Ballad of Davy Crockett. Han fortsatte att skriva musik åt Disney-filmer in på 1970-talet.

## Filmmusik (långfilmer)
- 1954 - Davy Crockett - vildmarkens hjälte
- 1959 - Törnrosa
- 1961 - Den tankspridde professorn
- 1961 - Pongo och de 101 dalmatinerna
- 1963 - Det knallar och går
- 1963 - Svärdet i stenen
- 1965 - Vilket hundliv
- 1967 - Djungelboken
- 1968 - Gasen i botten, Herbie
- 1970 - Aristocats
- 1973 - Robin Hood
- 1974 - Full speed igen, Herbie
- 1983 - Urusei Yatsura